# Alexandre Cabanel
Alexandre Cabanel (født 28. september 1823 i Montpellier, død 23. februar 1889 i Paris) var en fransk maler.

## Liv og gerning
Cabanel blev som elev af François-Édouard Picot dimittend fra den Davidske skole og tilegnede sig tidligt dennes formsikkerhed (Moses' Død, 1852, Ludvig den Hellige, 1855, Versailles Museum). Efter at have fået stor anerkendelse for Kapelmesterens enke og Florentinsk digter fra renæssancetiden (1861), slog han helt igennem som de fornemme damers portrætmaler og i sine mytologiske billeder ved fremstillingen af den nøgne kvindeskønhed.
Cabanel kom ind i École des Beaux-Arts i Paris i en alder af sytten og studerede hos François-Édouard Picot. Han udstillede i Paris Salon for første gang i 1844 og vandt Prix de Rom-stipendiet i 1845 i en alder af 22. Cabanel blev valgt til medlem af instituttet i 1863. Han blev udnævnt til professor ved École des Beaux-Arts i 1864 og underviste der indtil sin død.
Han var tæt forbundet med Paris Salon: "Han blev valgt til Salon-juryen regelmæssigt, og hans elever kunne tælles med hundrede ved salonerne. Gennem dem skabte Cabanel mere end nogen anden kunstner af sin generation det, som blev kendt som la belle époque i fransk maleri ". Hans afvisning - sammen med William-Adolphe Bouguereau - af at tillade den impressionistiske maler Édouard Manet og mange andre malere at udstille deres arbejde i salonen i 1863 førte til oprettelsen af Salon des Refusés af den franske regering.
Cabanel vandt Grande Médaille d'Honneur på salonen af 1865, 1867 og 1878.

### Venus Fødsel
Hans berømteste værk, Venus' fødsel, findes i flere versioner. Der er blandt andre et hos Musée d'Orsay, der måler 130×225 cm og en mindre kopi (malet i 1875 for bankmanden John Wolf) hos Metropolitan Museum of Art, der måler 106x182,6 cm samt et hos Dahesh Museum of Art fra ca. 1864, som måler 85x135,9 cm. Endvidere findes der to andre udgaver; en mindre replika og et studie. Originalen fra 1863 blev købt af Napoleon 3. til hans personlige samling. Det var også året hvor Cabanel blev udnævnt til professor ved École des Beaux-Arts og medlem af akademiet.
Foruden talrige dameportrætter, har han blandt andet malet Napoleon III (1864) og hans minister Rouher.

## Elever
Cabanel havde talrige elever som
- Rodolfo Amoedo
- Henry Bacon
- George Randolph Barse
- Alexandre Jean-Baptiste Brun
- Jean-Eugène Buland
- Jean-Joseph Benjamin-Constant
- Vlaho Bukovac
- Gaston Bussière
- Louis Capdevielle
- Eugène Carrière
- Fernand Cormon
- Pierre Auguste Cot
- Kenyon Cox
- Édouard Debat-Ponsan
- Émile Friant
- François Guiguet
- Jules Bastien-Lepage
- François Flameng
- Charles Fouqueray
- Frank Fowler
- Henri Gervex
- Charles Lucien Léandre
- Max Leenhardt
- Henri Le Sidaner
- Aristide Maillol
- João Marques de Oliveira
- Jan Monchablon
- Georges Moreau de Tours
- Skabelon:Interlanguage link
- Henri Pinta
- Henri Regnault
- Iakovos Rizos
- Louis Royer
- Jean-Jacques Scherrer
- António Silva Porto
- Joseph-Noël Sylvestre
- Solomon Joseph Solomon
- Skabelon:Interlanguage link
- José Ferraz de Almeida Júnior
- Étienne Terrus
- Adolphe Willette
- Alexander Zick

## Liste over værker
- The Death of Moses (1851), Dahesh Museum, New York City. New York, USA
- Nymph and Satyr (Nymphe et Satyr, 1860), Private collection
- Venus fødsel (1863), Musée d'Orsay, Paris
- Francesca da Riminis og Paolo Malatestas død (1870), Musée d'Orsay, Paris
- La Comtesse de Keller (1873), Musée d'Orsay, Paris
- Phèdre (1880), Musée Fabre, Montpellier
- Ofelia (1883), Private collection
- Ruth glanant dans les champs de Booz, (1886), Musée Garinet, Châlons-en-Champagne
- Lady Curzon (1887), Kedleston Hall, England,[7]
- Indledende studie af Cleopatra for Cleopatra tester gifte på dømte fanger, Musée des Beaux-Arts, Béziers
- Cleopatra Testing Poisons on Condemned Prisoners (1887), Royal Museum of Fine Arts, Antwerp
- Eva efter syndefaldet, Privatsamling
- Adam og Evas fordrivelse fra Paradisets have, Privatsamling
- Napoleon III
- Thamar

## Galleri
- Falden engel (1847)
- Albaydé (1848)
- Francesca da Riminis og Paolo Malatestas død (1870)
- Echo (1874)
- Harmonie (1877)
- Jephthahs datter (1879)
- Ofelia (1883)
- Cleopatra tester gifte på dømte fanger (1887)
- Portræt af grevinde E. A Vorontsova Dashkova
- Napoleon III
- Pandora (1873), The Walters Art Museum
- Cornelia Lyman Warren